# Polangui
 (décembre 2023).
La mise en forme du texte ne suit pas les recommandations de Wikipédia : il faut le « wikifier ».
Les points d'amélioration suivants sont les cas les plus fréquents. Le détail des points à revoir est peut-être précisé sur la page de discussion.
- Les titres sont pré-formatés par le logiciel. Ils ne sont ni en capitales, ni en gras.
- Le texte ne doit pas être écrit en capitales (les noms de famille non plus), ni en gras, ni en italique, ni en « petit »…
- Le gras n'est utilisé que pour surligner le titre de l'article dans l'introduction, une seule fois.
- L'italique est rarement utilisé : mots en langue étrangère, titres d'œuvres, noms de bateaux, etc.
- Les citations ne sont pas en italique mais en corps de texte normal. Elles sont entourées par des guillemets français : « et ».
- Les listes à puces sont à éviter, des paragraphes rédigés étant largement préférés. Les tableaux sont à réserver à la présentation de données structurées (résultats, etc.).
- Les appels de note de bas de page (petits chiffres en exposant, introduits par l'outil «  Source ») sont à placer entre la fin de phrase et le point final[comme ça].
- Les liens internes (vers d'autres articles de Wikipédia) sont à choisir avec parcimonie. Créez des liens vers des articles approfondissant le sujet. Les termes génériques sans rapport avec le sujet sont à éviter, ainsi que les répétitions de liens vers un même terme.
- Les liens externes sont à placer uniquement dans une section « Liens externes », à la fin de l'article. Ces liens sont à choisir avec parcimonie suivant les règles définies. Si un lien sert de source à l'article, son insertion dans le texte est à faire par les notes de bas de page.
- La présentation des références doit suivre les conventions bibliographiques. Il est recommandé d'utiliser les modèles {{Ouvrage}}, {{Chapitre}}, {{Article}}, {{Lien web}} et/ou {{Bibliographie}}. Le mode d'édition visuel peut mettre en forme automatiquement les références.
- Insérer une infobox (cadre d'informations à droite) n'est pas obligatoire pour parachever la mise en page.

Pour une aide détaillée, merci de consulter Aide:Wikification.
Si vous pensez que ces points ont été résolus, vous pouvez retirer ce bandeau et améliorer la mise en forme d'un autre article.
Polangui, officiellement la Municipalité de Polangui (en bicolano central : Banwaan kan Polangui), est une municipalité de première classe dans la province d'Albay, aux Philippines. Selon le recensement de 2020, elle compte une population de 89 176 personnes.

## Étymologie
L'origine du nom Polangui a de nombreuses versions. La signification la plus répandue et apparemment la plus acceptée est "l'arbre géant qui existe majestueusement avant le début de la colonie". Les indigènes de la colonie appellent cet arbre "Oyangue" et le terme dérivera en Polangue.

## Histoire

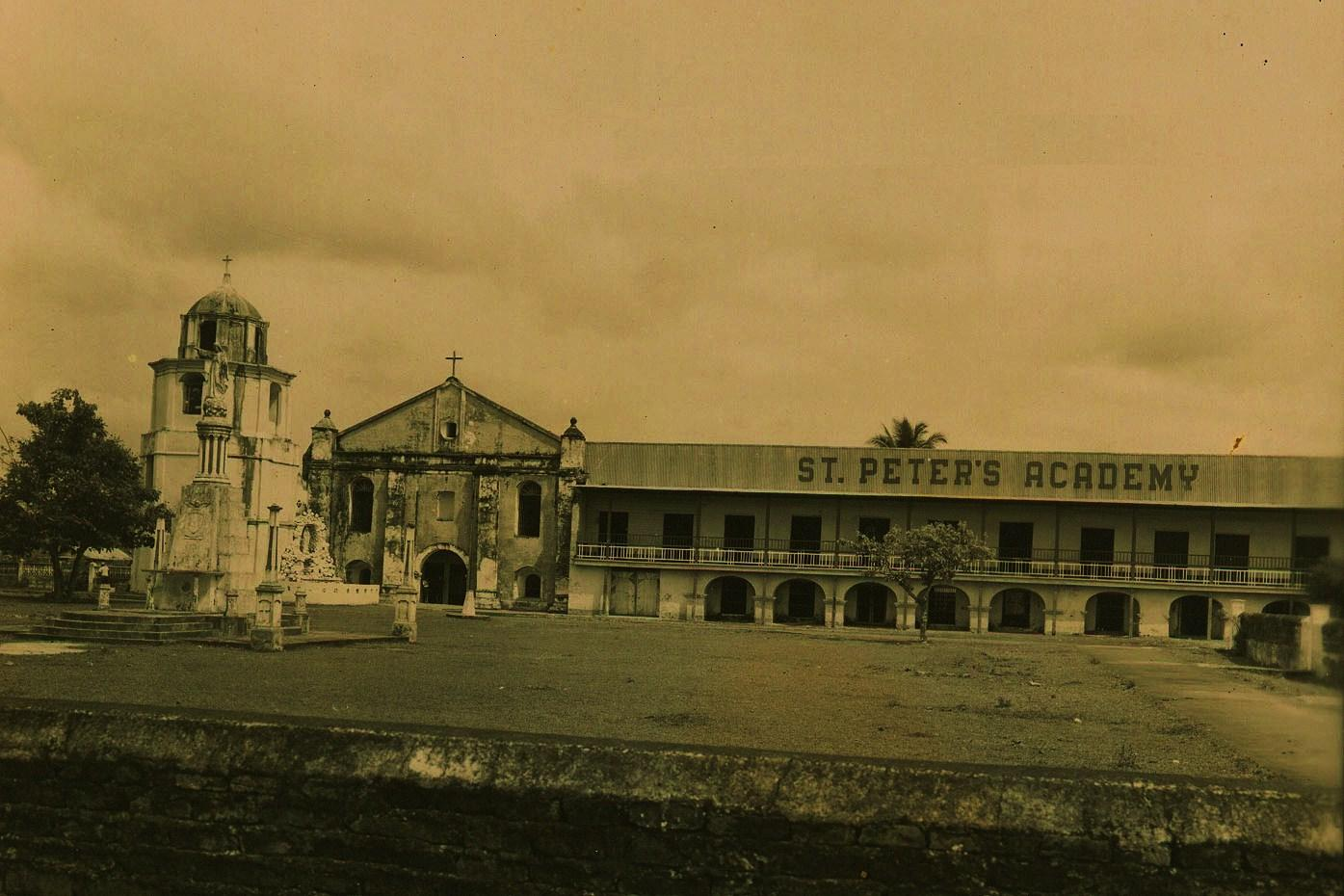
Sts. Église paroissiale Pierre et Paul (vers 1966)

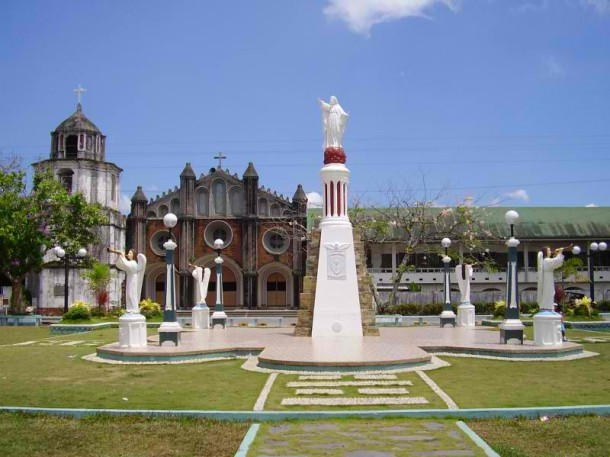
Sts. Église paroissiale Pierre et Paul (vers 2010)

### Période précoloniale
L'emplacement de Polangui, avant colonisation, est une vallée bordée par les forêts vierges du mont Masaraga. Cinq colonies s'y trouvent et, en 1584, Fray Baltazar de la MAgdalena quitte Ambos Camarines et y fonde la ville qui sera épargnée des raids pirates. Polangui devient une visita sous la juridiction de la Villa Santiago de Libon. D'anciens manuscrits des archives de Manille et du couvent franciscain de Manille indiquent 1584 comme année de fondation de Polangui, et donc considérée comme l'une des plus anciennes municipalités des Philippines.

### Régime espagnol
La ville s'aggrandit fortement en 1654 sous la direction de Fr. Alonzo de San Juan. Le centre-ville s'établit à Lanigay avec une église en bois construite à côté de plus de 280 habitations en bois et plus de 1 000 huttes en nipa. Cependant, un incendie détruit l'église et les habitations. Fr. Juan Bautista Marza construit une nouvelle église en briques et en pierres en 1664, qui est toujours debout aujourd'hui.
La ville connait une croissance rapide et est devenue un Poblacion en 1674. En raison de sa croissance régulière, un lien avec Libon et Oas à proximité est devenu une nécessité. Ainsi, le P. José Arnao, curé et Encargado de 1832 à 1852, dirigea la construction de routes et de ponts qui relient Polangui aux villes voisines, y compris les hautes terres de Buhi à Camarines Sur.

### Période américaine
Pendant la guerre philippino-américaine, Polangui est devenue brièvement le siège du gouvernement provincial d'Albay sous l'autorité du gouverneur provincial Domingo Samson. Lorsque les Américains ont conquis Polangui en 1890 sans tirer un seul coup de feu, le gouvernement a connu une transition du régime militaire au régime civil puis au système du Commonwealth. Le siège du gouvernement municipal était à Ponso avec Don Clemente Sarte en tant que chef exécutif par intérim. Quelques mois plus tard, le siège du gouvernement municipal a été transféré sur le site actuel.

### Occupation japonaise
Au moment où les forces japonaises occupent Polangui le 13 décembre 1941, Cipriano Saunar, alors vice-maire du gouvernement du Commonwealth, est nommé maire par l'administration militaire japonaise. Un gouvernement civil secret est établi simultanément, dirigé par Julian Saunar, qui est soutenu par le peuple. Le successeur de Cipriano Saunar est Manuel Samson Sr., qui à son tour est remplacé par Jesus Salalima, qui règne de 1947 à 1960.

## Géographie
Polangui est situé à13°17′32″N 123°29′08″E / 13.2922°N 123.4856°E
, dans le quadrant nord-est du troisième arrondissement d'Albay. Selon l'Autorité philippine des statistiques, la municipalité a une superficie de 145,3km² constituant 5,64% des 2575km² superficie totale d'Albay.
Polangui est délimitée au nord par la ville de Buhi et Iriga de la province de Camarines Sur, au sud par Libon, Oas et la ville de Ligao ; et à l'ouest par Malinao et la Ville de Tabaco. Il est 37km de Legazpi et 490km de Manille.

## Personnalités notables
- Pedro R. Sabio - Ancien sénateur philippin, ancien ambassadeur des Philippines en Espagne et au Vatican, ancien représentant du 3e district d'Albay (1922–1925, 1925–1928, 1928–1931, 1931–1934, 1935–1938, 1938–1941)
- José Ma. Clemente "Joey" S. Salceda - Représentant du 2e district d'Albay (2016 à aujourd'hui), ancien gouverneur de la province d'Albay (2007–2016)[3], Ancien représentant du 3e district d'Albay (1998–2001, 2001–2004, 2004–2007), Chef d'état-major de Malacañang (10 février 2007 - 29 mars 2007)
- Reno G. Lim - Ancien représentant du 3e district d'Albay (2007-2010)
- Dianne Elaine S. Necio — Binibining Pilipinas International 2011, Binibining Pilipinas 2010 First Runner-up, Miss Tabak 2009, Mutya ng Bicolandia
- Rodolfo "Rudy" Agapay Salalima - Premier secrétaire du Département des technologies de l'information et des communications (DICT), ancien conseiller juridique en chef et conseiller principal de Globe Telecom, ancien vice-président principal pour les affaires d'entreprise et réglementaires et directeur général d'Ayala Corporation, ancien président de la Chambre philippine des opérateurs de télécommunications (PCTO) et du Groupe de travail du Conseil de l'Union internationale des télécommunications pour l'amendement de la Constitution et de la Convention de l'UIT Vice-président pour la région Asie-Pacifique